# Carretera Federal 95D
La Carretera Federal 95D es una autopista de peaje en México que comunica a la Ciudad de México con el puerto de Acapulco, en el estado de Guerrero, como vía alterna paralela a la Carretera Federal 95 (México - Acapulco), en dirección norte-sur.

## Descripción
La autopista cuenta con una longitud de 367 km y comunica a la Ciudad de México con el puerto de Acapulco, atravesando como vía rápida las ciudades de Cuernavaca y Chilpancingo, fungiendo también como vía rápida local en ambas ciudades, lo que ocasiona algunos episodios de tráfico, no obstante, para sortear estas particularidades se habilitaron carriles especiales (medida que en Cuernavaca se conoce como Paso Exprés) para los que requieren pasar directamente las zonas urbanas, intermedios y locales para quienes no llevan tanta prisa y/o requieren ocupar alguna salida para alguna zona local de cada urbe. De la ciudad de Cuernavaca al puerto de Acapulco, la carretera 95D es conocida como autopista del Sol, por un tramo comprendido de 262 km. Dentro de todo su trayecto la carretera 95D pasa por cinco plazas de cobro:
- 001 Tlalpan (km 23.3)
- 184 Ing. Francisco Velasco Durán (También conocida, erróneamente, como caseta de Alpuyeca) (km 118)
- 102 Paso Morelos (km 178)
- 103 Palo Blanco (km 287)
- 104 La Venta (km 364.9)

En la práctica se puede decir que la carretera 95D brinda la posibilidad de cubrir la ruta México - Acapulco en un tiempo mucho menor al previsto por la Carretera Federal 95 (un estimado de 3 a 4 horas contra más de 6 en la vía libre).
Las plazas de cobro mencionadas cuentan con diversos sistemas de cobro:
- Efectivo
- Telepeaje, mediante TAG electrónico de cualquier proveedor que se encuentre dentro del esquema de interoperabilidad

En todas ellas existe al menos un carril exclusivo de telepeaje y el resto de sus carriles operan en forma multimodal, esto es, aceptan cualquier tipo de pago.

### Puentes
En su trayecto, la autopista cruza cinco puentes de altura, cuatro de ellos de tipo atirantado:
- Puente Quetzalapa (km 166), que atraviesa las elevaciones montañosas situadas a los alrededores de la población de Quetzalapa, municipio de Huitzuco de los Figueroa, Guerrero.
- Puente Mezcala Solidaridad (km 221), que atraviesa el río Balsas (conocido en esta región como río Mezcala) a una altura de 160 m; posee una extensión total de 911 m con un claro principal de 311 m suspendido de tres mástiles por medio de tirantes, alcanza 20 m de ancho.[2] Es el segundo puente con mayor altura de América Latina.
- Puente Barranca El Cañón (km 235)
- Puente El Zapote (km 253)
- Puente Papagayo (km 325), que atraviesa el río Papagayo en los límites de los municipios de Acapulco de Juárez y Juan R. Escudero. Este puente es el único de altura en la autopista que no es de tipo atirantado.

## Historia

### Autopista del Sol (Cuernavaca - Acapulco)

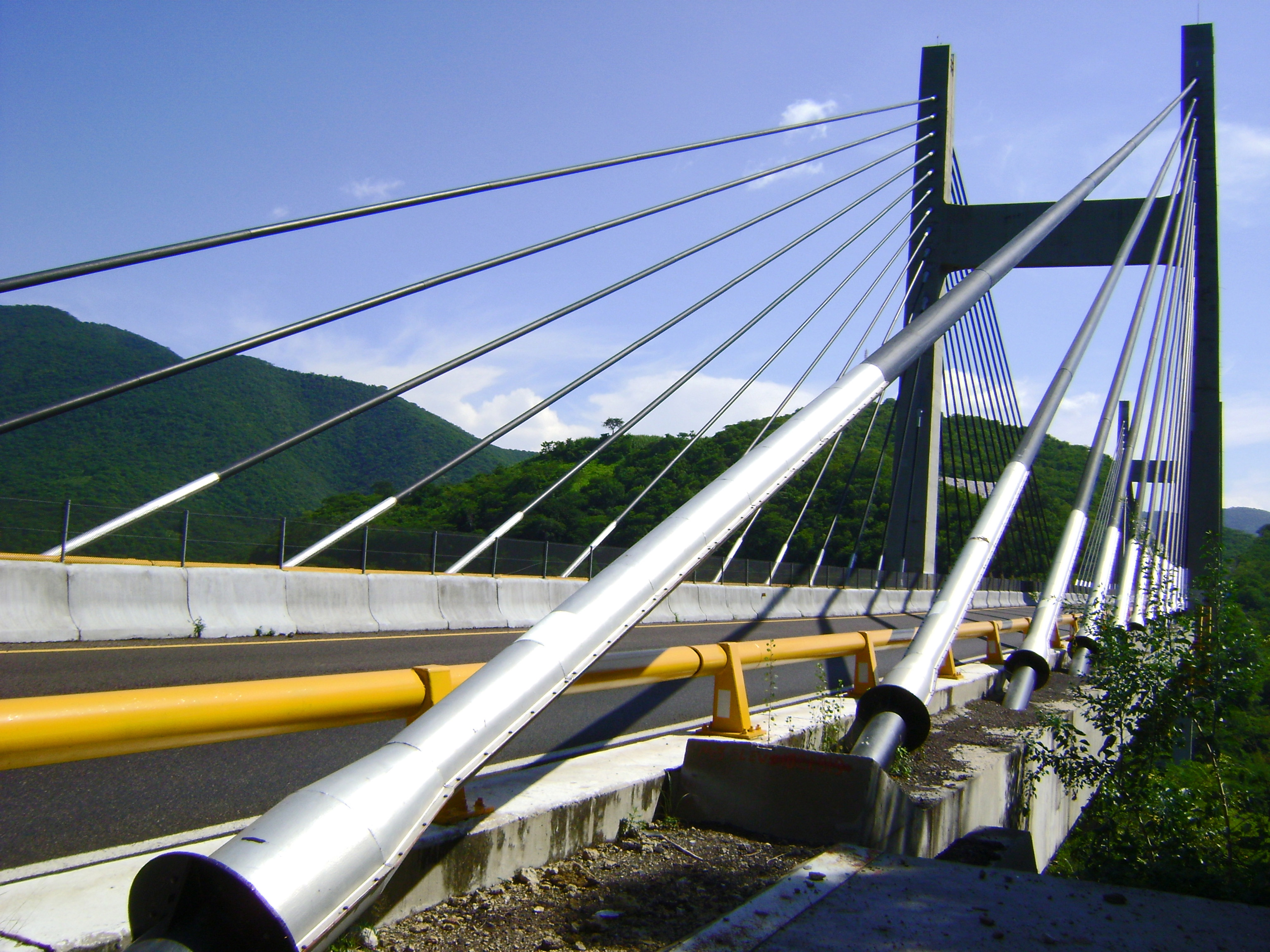
Puente atirantado 'Quetzalapa' en el km 166.

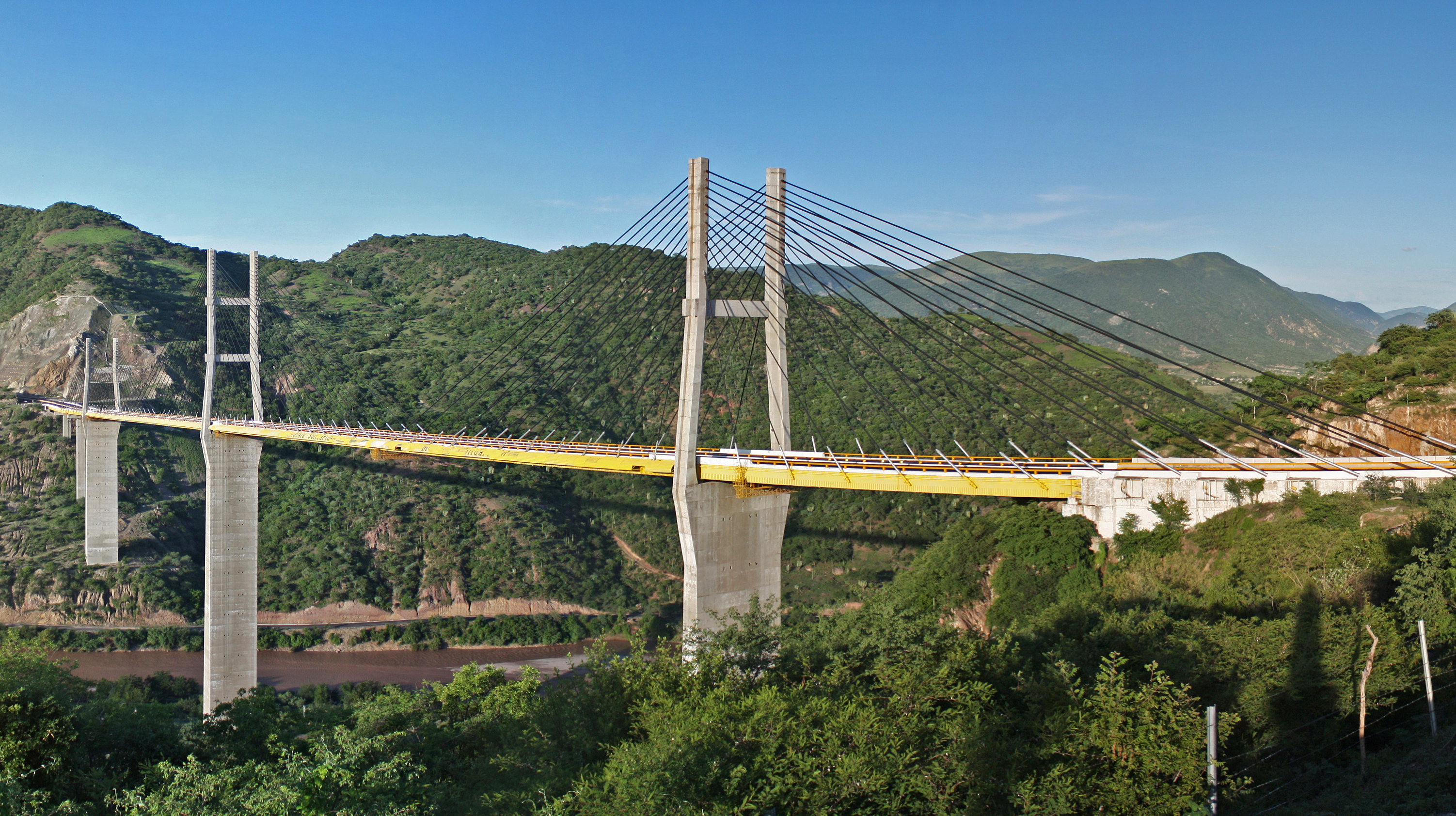
Puente atirantado 'Mezcala Solidaridad' en el km 221, que cruza el río Mezcala.

Su construcción comenzó el 30 de agosto de 1989, se concluyó en 1993 y finalmente la inauguraron ese mismo año el entonces presidente de México Carlos Salinas de Gortari y el gobernador del estado de Guerrero José Francisco Ruiz Massieu. La ejecución de la megaobra se llevó a cabo con fondos privados y el concurso de constructoras particulares, concesionándose al Grupo Mexicano de Desarrollo con una inversión estimada en 1.7 billones de pesos.
Forma parte del conjunto de caminos y puentes del Fondo Nacional de Infraestructura (FONADIN), antes Fideicomiso de Apoyo para el Rescate de Autopistas de Cuota (FARAC), y es una de las obras carreteras rescatadas por el Gobierno Federal en 1997 (decreto del 27 de agosto). Actualmente la autopista se encuentra bajo administración directa de la inversión privada con un convenio para su operación por 20 años hasta ser entregada de nuevo al gobierno federal. Esto se hizo mediante un contrato de prestación de servicios con el Banco Nacional de Obras y Servicios (Banobras) y se entregó a Caminos y Puentes Federales de Ingresos y Servicios Conexos (Capufe) el 14 de septiembre de 1998.
Debido a la orografía y a las condiciones climáticas propias de la región, se han presentado derrumbes a lo largo de la carretera, principalmente en los periodos de lluvia. Esto provoca que existan acciones permanentes de mantenimiento. Capufe trabaja en corregir las deficiencias de origen en la construcción de esta autopista, principalmente en las pendientes de los taludes. Aunado a esto, el 25 de junio de 2007 Capufe notificó a la empresa Gutsa, encargada de la rehabilitación de 59.7 kilómetros del tramo (del km. 136 al 155 y del km. 182 al 222), el inicio de un proceso de rescisión del contrato respectivo, debido al incumplimiento en la ejecución de las obras de rehabilitación. Estos trabajos, con un costo original de 335.19 millones de pesos y un tiempo de ejecución de 270 días, llevaban más de 1,200 días de retraso, es decir, apenas un avance superior al 30 por ciento, por lo que la Secretaría de Comunicaciones y Transportes (SCT) y Capufe reiniciaron inmediatamente la construcción de las obras inconclusas en este tramo.
Las lluvias de la tormenta tropical Manuel que afectaron al estado de Guerrero los días 14, 15 y 16 de septiembre de 2013 provocaron daños en 20 tramos entre Chilpancingo y Acapulco, por lo que permaneció cerrada totalmente a la circulación vehicular entre el 15 y 20 de septiembre de 2013. El tramo Cuernavaca - Chilpancingo estuvo cerrado por algunas horas desde la noche del 15 de septiembre, tras haberse registrado ocho derrumbes, los más severos en los kilómetros 180, 190 y 253. El tramo fue reabierto al siguiente día por la tarde.
Al ser una importante vía de comunicación entre el puerto de Acapulco, y la capital del país, en los últimos años ha tenido varios episodios en los que ha sido liberada (se permite al paso gratuito) por diversos grupos disidentes. El más conocido de todos siendo los maestros de la Coordinadora Nacional de Trabajadores de la Educación (CNTE).